# Patrícia Saboya
Patrícia Lúcia Saboya Ferreira Gomes ou Patrícia Lúcia Mendes Saboya (Sobral, 10 de outubro de 1962) é uma política e pedagoga brasileira. Atualmente é Conselheira do Tribunal de Contas do Estado do Ceará.
É a terceira filha de José Saboia Neto e de Maria Marly Mendes Saboia, neta paterna do ex-senador Plínio Pompeu e tetraneta de Vicente Alves de Paula Pessoa. Foi esposa de Ciro Gomes, seu aliado político, ao lado de quem foi primeira-dama do estado e da capital cearense. Patricia Saboya é mãe de quatro filhos: Lívia, Ciro, Yuri e Maria Beatriz.

## Vida política
Seu primeiro cargo eletivo foi como vereadora de Fortaleza em 1996, representando o Partido da Social Democracia Brasileira (PSDB) e conquistando a posição com impressionantes 21.839 votos, sendo a mais votada. Em 1998, assumiu o cargo de deputada estadual do Ceará pelo Partido Popular Socialista (PPS), angariando 79.739 votos. Na eleição de 2000, candidatou-se à prefeitura de Fortaleza, alcançando o quarto lugar com 17% dos votos válidos.
Em 2002, disputou uma das duas vagas ao Senado pelo Ceará, marcando seu lugar na história ao tornar-se a primeira mulher eleita senadora do estado com expressivos 1.864.404 votos. Posteriormente, foi a segunda mulher a representar o Ceará no Senado Federal, sucedendo a posse da suplente caririense Alacoque Bezerra. Em 2005, filiou-se ao Partido Socialista Brasileiro (PSB), mas em setembro de 2007, optou por trocar de legenda novamente, unindo-se ao Partido Democrático Trabalhista (PDT).
Em 2008, candidatou-se novamente a prefeitura de Fortaleza, obtendo o terceiro lugar no pleito, com 15,47% dos votos.
Atua pelos direitos da mulher e contra a exploração sexual de menores. É autora do projeto que virou lei para ampliação da licença maternidade para seis meses.
Coordenou a Frente Parlamentar pela Defesa dos Direitos das Crianças e dos Adolescentes, sendo relatora de uma das subcomissões da criança, adolescente e juventude. Presidiu a CPI da exploração sexual.
Foi eleita novamente deputada estadual do Ceará em 3 de outubro de 2010, sendo a mais votada de seu partido, o PDT, com 63 704 votos.
Em 2011, Patrícia Saboya foi considerada um dos trinta cearenses mais influentes do ano, de acordo com uma enquete realizada pela revista Fale!.
Em 27 de fevereiro de 2014, a Assembleia Legislativa do Estado do Ceará aprovou a indicação de Patrícia Saboya, com 35 votos a favor, para conselheira do Tribunal de Contas do Estado. Em seguida à eleição, declarou que todos "ficassem tranquilos", pois analisaria com imparcialidade as contas dos irmãos Gomes. Em 12 de março, Patrícia assumiu o cargo, nomeada pelo então governador Cid Gomes, seu ex-cunhado.